# Arrondissement électoral de Verviers

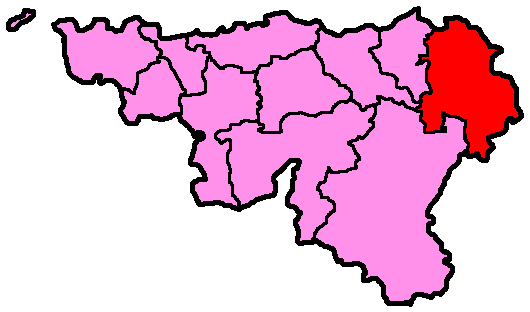
Arrondissement électoral de Verviers

Verviers est un arrondissement électoral en Belgique pour élire les membres du Parlement wallon depuis 1995. Il correspond à l’arrondissement administratif de Verviers.